# العلاقات الجزائرية الكينية
العلاقات الجزائرية الكينية هي العلاقات الثنائية بين جمهورية الجزائر الديمقراطية الشعبية وجمهورية كينيا.

## التاريخ
في كانون الأول / ديسمبر 2013، التقى رئيس الجمعية الوطنية الكينية جوستين موتور، خلال زيارته للجزائر التي استغرقت خمسة أيام، برئيس الوزراء الجزائري عبد الملك سلال. وخلال المحادثات، اتفقت الدولتان على تشكيل لجنة جزائرية كينية مشتركة تهدف إلى تعزيز العلاقات بين البلدين.
في شباط / فبراير 2015، زار رئيس كينيا أوهورو كينياتا الجزائر لمدة ثلاثة أيام بدعوة من الرئيس الجزائري عبد العزيز بوتفليقة.
أثناء زيارته افتتح أوهورو كينياتا سفارة كينيا في الجزائر.

## التعاون
اتفق البلدان على تعزيز علاقاتهما، بما في ذلك العلاقات السياسية والاقتصادية والتكنولوجية. وكجزء من هذه الجهود، وقع البلدان اتفاقين للتعاون.
اتفقت الدولتان أيضا أن الجزائر سوف تكتسب الممتلكات لإنتاج النفط والغاز، في حين أن كينيا فتح أبوابها أمام الجزائر للمساعدة في التحول إلى الطاقة الحرارية الأرضية والطاقة المتجددة.

## وصلات الخارجية
- سفارة الجزائر في نيروبي.